# Helena Modjeska
Répertoire
Shakespeare
Jadwiga Helena Benda Opid, connue sous le nom de Helena Modrzejewska ou Helena Modjeska (12 octobre 1840 à Cracovie - 8 avril 1909 à Newport Beach) est une actrice de théâtre polonaise très renommée en Pologne, puis aux États-Unis.
Elle est connue notamment pour ses rôles tragiques dans des pièces de Shakespeare, mais aussi d'auteurs du XIXe siècle, notamment Alexandre Dumas fils, Juliusz Słowacki, Ernest Legouvé, Schiller, Henryk Ibsen, etc.

## Biographie

### Premières années

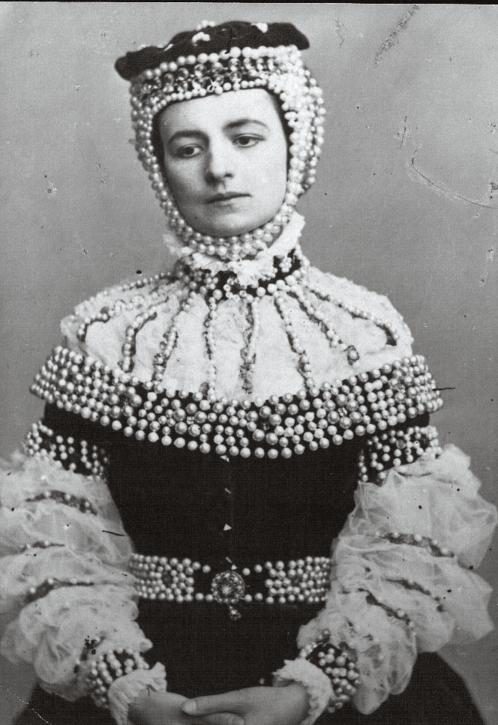
Helena dans le rôle de la reine Barbara Radziwiłł, en 1865.

Helena Modjeska naît à Cracovie, en Pologne, le 12 octobre 1840,. Son nom de naissance est enregistré « Jadwiga Benda », mais elle est ensuite baptisée « Helena Opid », sous le nom de famille de son parrain.
La filiation d'Helena n'est pas claire. Sa mère est Józefa (Misel) Benda, la veuve d'un marchand prospère de Cracovie, Szymon Benda. Dans son autobiographie, Helena affirme que son père est un musicien nommé Michael Opid. La famille Benda emploie un professeur de musique nommé Michal Opid, qui devient plus tard le parrain d'Helena, mais Opid n'est pas le père des deux plus jeunes enfants de Józefa Benda. Il existe des preuves suggérant qu'Helena et son frère aîné Adolf sont les enfants du prince Władysław Hieronim Sanguszko, un noble polonais riche et influent. Helena a également une sœur cadette, Joséphine, et plusieurs demi-frères issus du premier mariage de Józefa.
Helena et Joséphine sont principalement élevées par leur grand-tante Teresa.

### Mariage à Zimajer et début de carrière

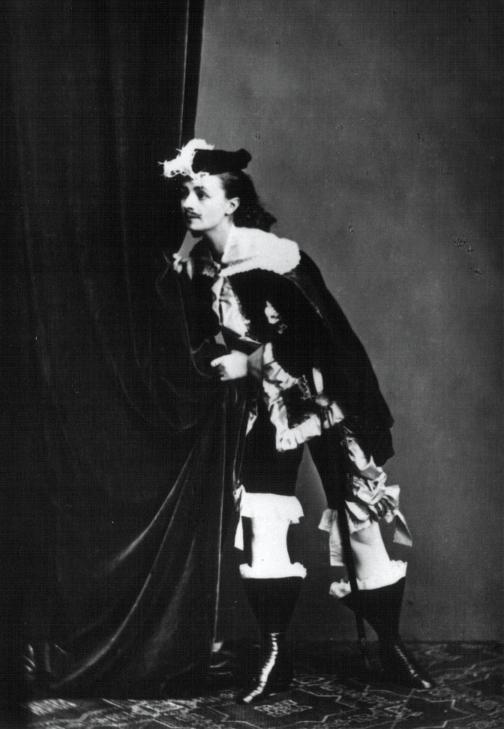
Helena dans le rôle d'Adam Kazanowski dans The Court of Prince Władysław, en 1867.

Les détails concernant son premier mariage avec son ancien tuteur, Gustave Sinnmayer (en polonais Gustaw Zimajer), sont également passés sous silence dans l'autobiographie d'Helena. Gustave est comédien et directeur d'une troupe de théâtre provinciale de second ordre. La date du mariage d'Helena et Gustave est incertaine. Elle découvre plusieurs années plus tard qu'ils ne sont pas légalement mariés, car il est toujours marié à sa première femme. Ensemble, le couple a deux enfants : un fils Rudolf (rebaptisé plus tard Ralph Modjeski) et une fille Marylka, décédée en bas âge.
Gustaw Zimajer utilise le nom de scène « Gustaw Modrzejewski ». C'est la forme féminine de ce nom que Modjeska adopte lorsqu'elle fait ses débuts sur scène en 1861 sous le nom d'Helena Modrzejewska. Plus tard, lorsqu'elle joue à l'étranger, elle simplifie son nom en « Modjeska », plus facile à prononcer pour le public anglophone.
Au début de sa carrière d'actrice polonaise, Modrzejewska joué à Bochnia, Nowy Sącz, Przemyśl, Rzeszów et Brzeżany. En 1862, elle apparaît pour la première fois à Lwów, jouant dans son premier drame romantique, dans le rôle de Skierka dans Balladyna de Juliusz Słowacki. À partir de 1863, elle se produit à Stanisławów et Czerniowce, dans des pièces de Słowacki.
En 1865, Zimajer tente de lui obtenir un contrat avec des théâtres viennois, mais le plan échoue en raison de sa mauvaise connaissance de la langue allemande. Plus tard cette année-là, Helena quitte Zimajer, emmenant leur fils Rudolf et retournant à Cracovie. Une fois là-bas, elle accepte un engagement théâtral de quatre ans. En 1868, elle commence à apparaître à Varsovie. Pendant ses huit années là-bas, elle consolide son statut de vedette de théâtre. Ses demi-frères Józef Benda et Feliks Benda sont également des acteurs réputés en Pologne.
Un incident illustre les restrictions de la société polonaise du XIXe siècle. Lors d'une des représentations d'Helena Modrzejewska à Varsovie, dix-sept élèves du secondaire lui offrent un bouquet de fleurs noué d'un ruban aux couleurs nationales polonaises rouge et blanc. Les élèves sont accusés par les autorités impériales russes de mener une manifestation patriotique. Ils sont expulsés de leur école et interdits d'admission dans toute autre école. L'un des élèves, Ignacy Neufeld, se suicide par la suite et Helena assiste à ses funérailles.

### Mariage à Chłapowski

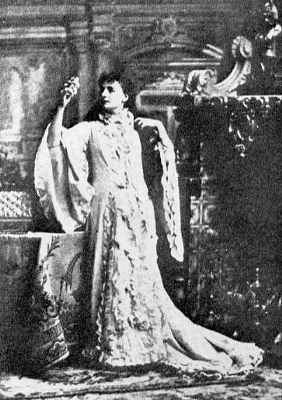
Helena dans le rôle de Camille dans La Dame aux Camélias d'Alexandre Dumas fils, en 1878.

Le 12 septembre 1868, Helena épouse un noble polonais, Karol Bożenta Chłapowski,. Mieux connu en Amérique sous le nom de « Comte Bozenta », il n'est cependant pas un comte. Sa famille appartient à la noblesse terrienne sans titre (ziemiaństwo). Aux États-Unis, il adopte le nom de scène « Count Bozenta » pour gagner en notoriété. « Bozenta » est plus facile à prononcer pour un public anglophone que « Chłapowski ». La tolérance de Chlaopowski à l'égard des activités artistique de sa femme lui laisse une certaine latitude pour déployer sa carrière artistique, par comparaison avec d'autres comédiennes de l'époque telles qu'Aleksandra Rakiewiczowa.
Au moment de leur mariage, Chłapowski est employé comme rédacteur en chef d'un journal nationaliste libéral, Kraj (Le Pays), qui appartient à Adam Sapieha et à un certain M. Sammelson. Helena décrit leur maison comme étant « devenue le centre du monde artistique et littéraire [de Cracovie] ». Poètes, auteurs, politiciens, artistes, compositeurs et autres acteurs fréquentent son salon.

### Immigration

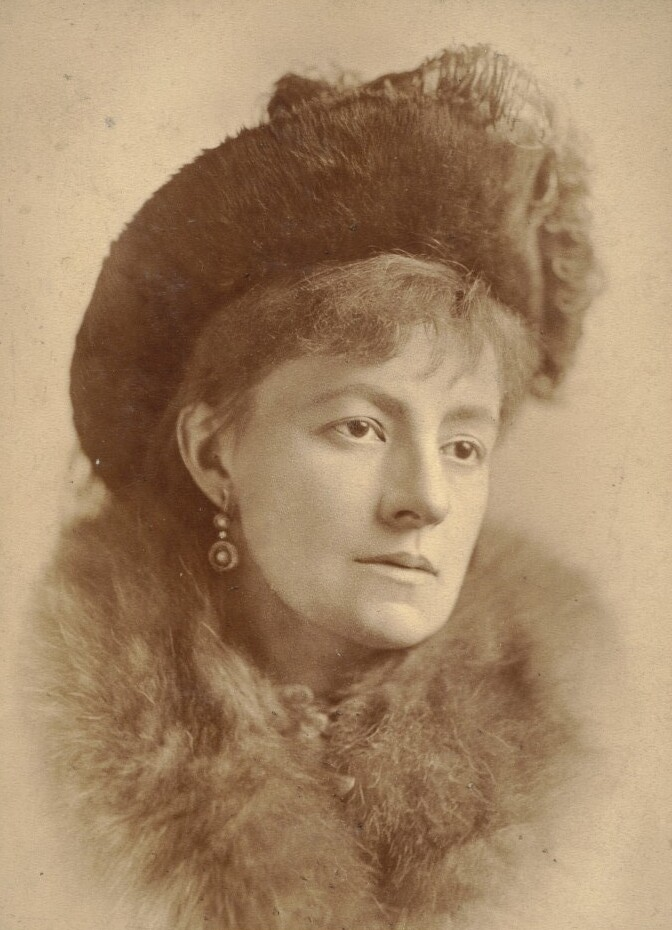
Helena, vers 1879.

En juillet 1876, après avoir passé plus d'une décennie comme star du théâtre national polonais, pour des raisons à la fois personnelles et politiques, Helena et son mari décident d'immigrer aux États-Unis :
« Le seul désir de mon mari était de m'éloigner de mon milieu afin que je puisse vraiment me reposer... Nos amis parlaient du nouveau pays, de la nouvelle vie, des nouveaux paysages et de la possibilité de s'installer quelque part dans le pays de liberté, loin des vexations quotidiennes auxquelles chaque Polonais était exposé en Pologne russe ou prussienne. Henryk Sienkiewicz fut le premier à prôner l'émigration. Peu à peu d'autres le suivirent, et bientôt cinq d'entre eux exprimèrent le désir de partir à l'aventure dans les jungles de la terre vierge. Mon mari, voyant l'empressement des jeunes gens, conçut l'idée de former une colonie en Californie sur le modèle de la Brook Farm. Le projet fut reçu avec acclamation ».
Une fois en Amérique, Modjeska et son mari achètent un ranch près d'Anaheim, en Californie. Julian Sypniewski, Łucjan Paprowski et Henryk Sienkiewicz (lauréat du prix Nobel de littérature en 1905) font partie des amis qui les accompagnent en Californie. C'est durant cette période que Sienkiewicz écrit ses Croquis au fusain (Szkice węglem). À l'origine, les artistes Stanisław Witkiewicz (le père de Stanisław Ignacy Witkiewicz) et Adam Chmielowski (le futur St. Albert) doivent également venir avec le groupe d'Helena, mais ils changent leur plan.
Helena a l'intention d'abandonner sa carrière et s'imagine vivre « une vie de labeur sous le ciel bleu de Californie, au milieu des collines, à cheval avec un pistolet sur l'épaule ». Cependant, aucun des colons ne n'a de compétences en élevage ou en agriculture, et tous parlent à peine anglais. L'expérience utopique échoue, les colons se séparent et Helena remonte sur scène, reprenant les rôles shakespeariens qu'elle a interprété en Pologne,. Le meilleur récit de la vie quotidienne au ranch est peut-être le mémoire de Theodore Payne, Life on the Modjeska Ranch in the Gay Nineties.

### Carrière américaine

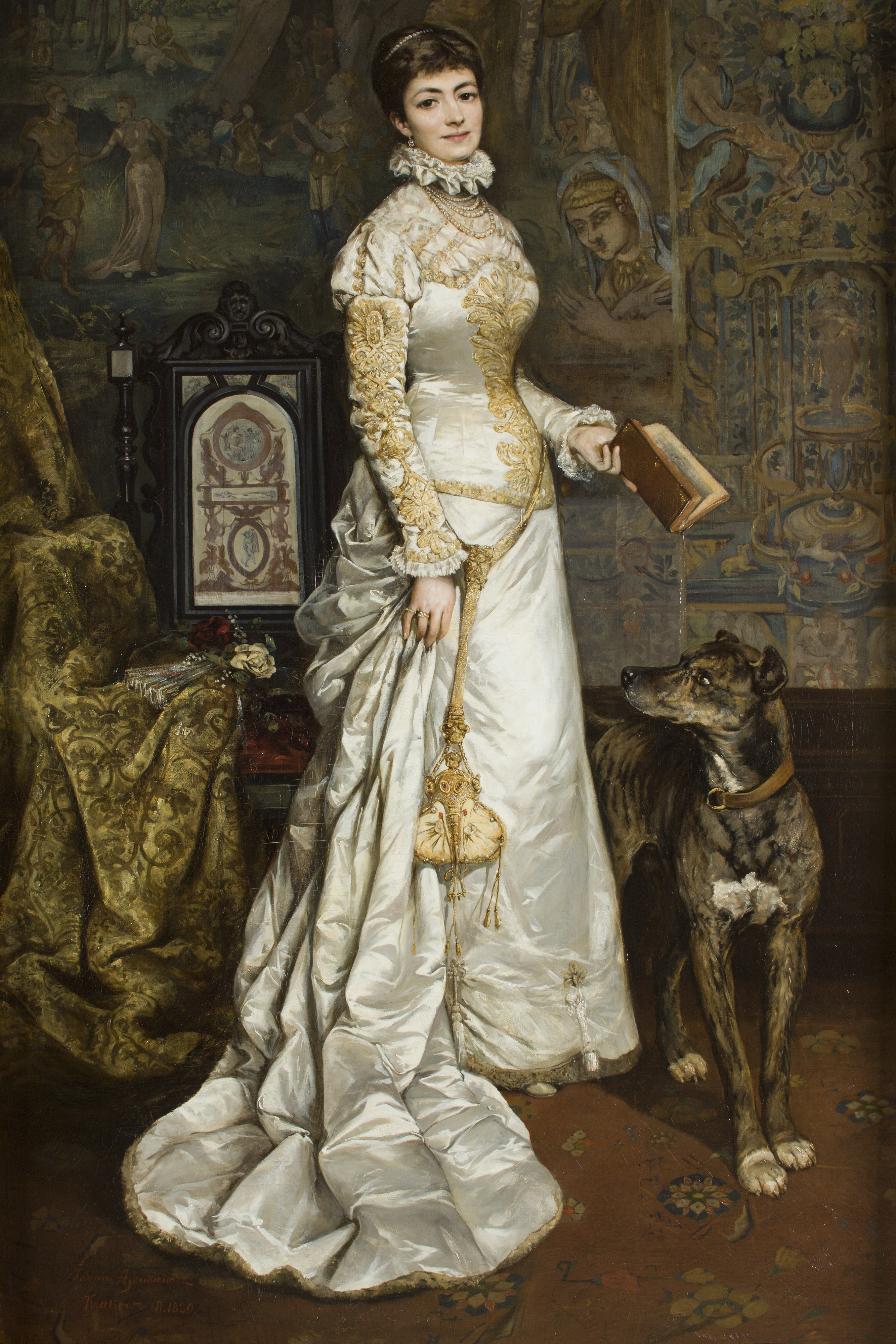
Helena Modrzejewska, par Tadeusz Ajdukiewicz, en 1880.

#### Première tournée américaine
Le 20 août 1877, Helena fait ses débuts au California Theatre de San Francisco dans la version anglaise d'Adrienne Lecouvreur par Ernest Legouvé. L'agent théâtre Harry J. Sargent la signe pour une tournée sur la côte est durant laquelle fait ses débuts à New York.

#### Trois années à Londres

##### Succès théâtral
Elle passe ensuite trois ans à l'étranger de 1879 à 1883, principalement à Londres, essayant d'améliorer son anglais en travaillant six ou sept heures par jour, avant de revenir sur scène en Amérique.
A Londres, Helena raconte : « Mon succès a dépassé toutes mes espérances, tout le monde ici semble le trouver assez extraordinaire, et mon manager a déjà de nombreux projets concernant mon avenir ». Le prince de Galles vient dans sa loge et elle partage une scène avec Geneviève Ward lors d'une fête donnée en son honneur. Malgré des articles de presse qui annoncent le contraire, il y a peu de jalousie entre les actrices et les deux femmes s'entendent. Au souper ce soir-là, Helena est assise près de Lillie Langtry et souligne son extraordinaire beauté, admirant notamment son « cou et ses épaules parfaits ». Lorsque Lilie arrive dans les coulisses d'une représentation de Roméo et Juliette, Helena l'encourage à jouer. Sarah Bernhardt, décrite par Helena comme « la merveilleuse créature », envoie à sa supposée rivale un bouquet de camélias blancs, l'assurant qu'elle a été émue aux larmes par sa performance. Quand Ellen Terry vient dans sa loge, Helena déclare : « Celui qui a rencontré Ellen Terry sait qu'elle est irrésistible, et je l'ai aimée dès le début ».
Helena est accueillie par la haute société britannique. Elle reçoit une invitation à l'incontournable « invitation de cinq heures » de Lady Jeune.

##### Collaboration littéraire avec Oscar Wilde
Oscar Wilde est une célébrité à l'époque, à tel point que lorsque Helena arrive à Londres pour jouer dans Heartsease (le titre anglais choisi de La Dame Aux Camélias de Dumas mis en scène en 1880) au Court Theatre, elle aurait demandé : « Qu'a-t-il fait, ce jeune homme pour qu'on le voit partout ? Oh oui il parle bien, mais qu'a-t-il fait ? Il n'a rien écrit, il ne chante ni ne peint ni ne joue - il ne fait que parler. Je ne comprends pas ».
Désireux de se lier d'amitié avec elle, Oscar l'invite à prendre le thé. Elle juge imprudent de rendre visite à un jeune homme en n'étant pas accompagnée, mais elle accepte lorsqu'il lui dit que Lillie Langtry et Louise Jopling seraient là elles aussi. Ils deviennent bons amis et collaborent ensemble pour « Sen Artysty; or the Artist's Dream by Madame Helena Modjeska (traduit du polonais par Oscar Wilde) » qui paraît dans l'édition de Noël 1880 de The Green Room. Oscar est enthousiaste : « S'il y a de la beauté dans ce poème, c'est l'œuvre de l'imagination subtile et de la nature artistique passionnée de Mme Modjeska. Je ne suis moi-même que le moyen par lequel ses tons pleins de douceur ont pris leur envol ». Ils envisagent d'adapter l'opéra de Verdi Luisa Miller, mais le projet échoue.

#### Retour aux Etats-Unis
En 1880, elle visite la péninsule de Lizard à Cornwall et, apprenant que l'église paroissiale de Ruan Minor a besoin d'un orgue, elle collabore avec M. J. Forbes-Robertson pour monter une représentation caritative. Roméo et Juliette sont joués sur une scène temporaire dans le jardin du presbytère avec les nombreux habitants pour public. Un résident de Penzance, bientôt député de la circonscription de Saint-Ives, Charles Campbell Ross, joue le rôle du Frère Laurence.
Malgré son accent et sa maîtrise imparfaite de l'anglais, elle obtient un grand succès. Au cours de sa carrière, elle interprète neuf héroïnes shakespeariennes, Marguerite Gautier dans La Dame aux Camélias et Marie Stuart de Schiller. En 1883, année où elle obtient la nationalité américaine, elle monte A Doll's House d'Henrik Ibsen à Louisville dans le Kentucky, la première pièce d'Ibsen mise en scène aux Etats-Unis. Dans les années 1880 et 1890, elle a la réputation d'être la principale interprète féminine de Shakespeare sur la scène américaine.
En 1893, Helena est invitée à prendre la parole lors d'une conférence sur les femmes à l'Exposition universelle de Chicago : elle décrit la situation des femmes polonaises dans les parties russes et prussiennes de la Pologne démembrée. Son discours conduit à son interdiction par le tsar de voyager sur le territoire russe.

### Dernières années
Helena est victime d'un accident vasculaire cérébral et est partiellement paralysée en 1897. Elle se rétablit et remonte rapidement sur scène, continuant à se produire pendant encore plusieurs années.
Lors de son dernier séjour en Pologne, du 31 octobre 1902 au 28 avril 1903, elle se produit sur les scènes de Lwów, Poznań et de sa Cracovie natale.
Le 2 mai 1905, elle donne une représentation de jubilé à New York. Elle part en tournée pendant deux ans puis met fin à sa carrière d'actrice, n'apparaissant ensuite que sporadiquement pour soutenir des causes caritatives.
Elle meurt à Newport Beach, en Californie, le 8 avril 1909, à l'âge de 68 ans, des suites de la maladie de Bright. Sa dépouille est envoyée à Cracovie pour être enterrée dans la parcelle familiale du cimetière de Rakowicki. Une stèle gravée en sa mémoire se trouve à Newport Beach.
Son autobiographie Memories and Impressions of Helena Modjeska est publiée à titre posthume en 1910. Une traduction polonaise est publiée la même année dans le journal de Cracovie Czas (Time). La dernière édition polonaise du livre paraît en 1957.
Le fils d'Helena, Rudolf Modrzejewski (Ralph Modjeski), est un ingénieur civil qui se fait connaître en tant que concepteur de ponts,.

## Héritage

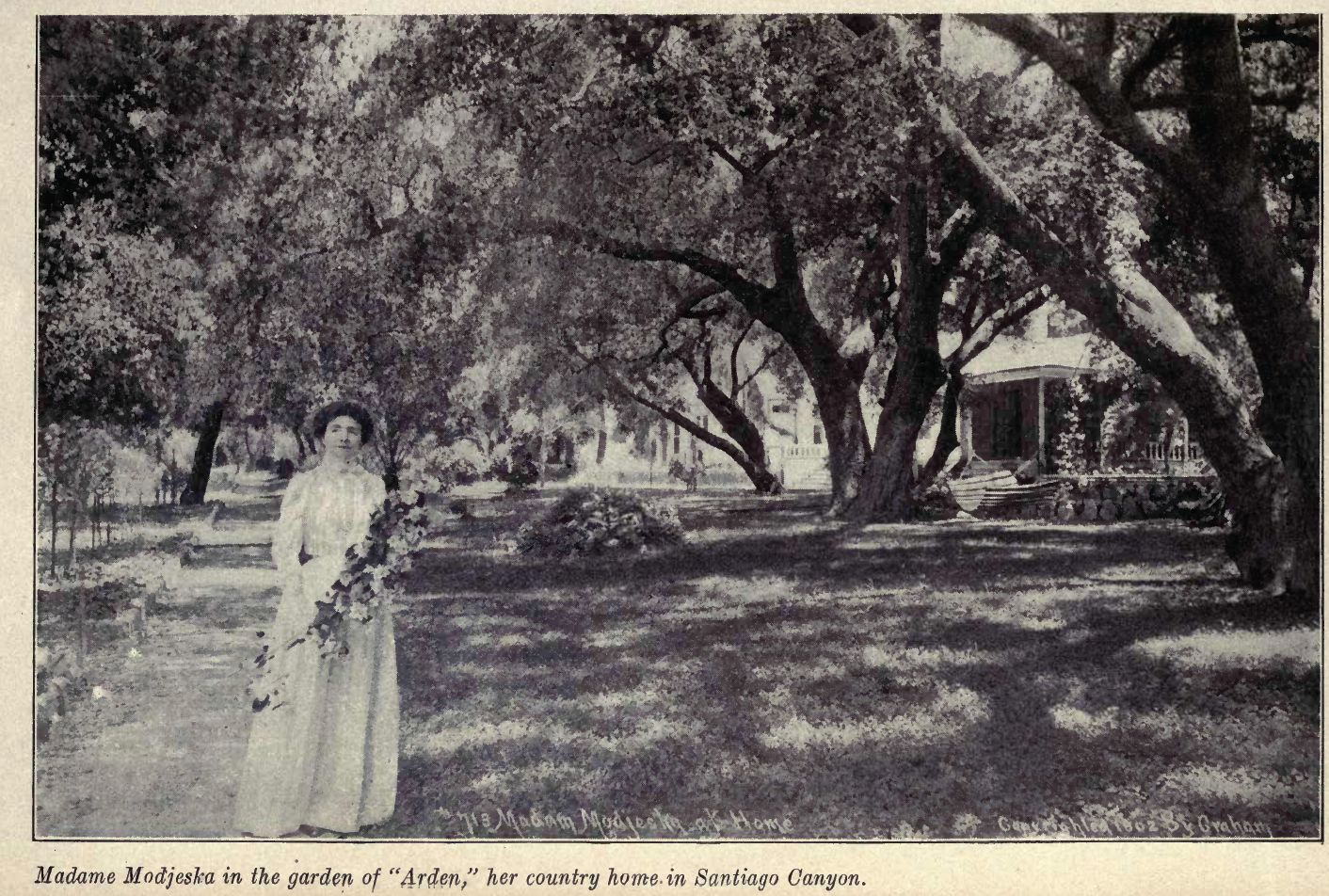
Helena dans son jardin à Arden, à Modjeska Canyon, en California.

Arden, la maison d'Helena de 1888 à 1906, est enregistré site historique national.
Sont nommés en son hommage :
- Le parc Modjeska à Anaheim, en Californie (33° 48′ 53″ N, 117° 57′ 08″ O) ;
- Helene Street à Anaheim, en Californie ;
- Modjeska Canyon, en Californie (où se trouve la maison Arden) ;
- Modjeska Falls, en Californie, au Glen Alpine Springs Resort ;
- Modjeska Peak (le pic nord de Saddleback Mountain) ;
- Le bouquet Helena Modjeska du parfumeur américain John Blocki d'origine prussienne et polonaise ;
- Modjeskas, une confiserie de guimauve recouverte de caramel inventée en 1889 par un fabricant de bonbons local nommé Anton Busath (et plus tard fabriquée par d'autres fabricants de bonbons, notamment Bauer's Candies, Muth's Candies et Schimpff's Confectionery) en son honneur lors de sa visite à Louisville, dans le Kentucky ;
- Une rue de Wrocław, anciennement nommée d'après l'actrice allemande Agnes Sorma lorsque la ville faisait partie de l'Allemagne sous le nom de Breslau ;
- La Modjeska Youth Theatre Company à Milwaukee, dans le Wisconsin ;
- Une voiture de la marque Pullman, la Helena Modjeska ;
- Le SS Helena Modjeska, un cargo à vapeur américain de 7 000 tonnes qui échoue sur Goodwin Sands en 1946[18].

Une statue de Modjeska est située à l'extérieur de l'amphithéâtre Pearson Park à Anaheim, en Californie. Le Stary Teatr de Cracovie a pour nom officiel « Vieux théâtre Helena Modrzejewska de Cracovie ».
Helena est la mère de l'ingénieur des ponts Ralph Modjeski et la marraine de l'artiste-auteur-philosophe Stanisław Ignacy Witkiewicz (fils de l'artiste Stanisław Witkiewicz, qui a failli accompagné Helena et sa famille en Californie en 1876). Elle est également la tante de l'artiste Władysław T. Benda.
Elle est la marraine de l'actrice américaine Ethel Barrymore.

## Rôles

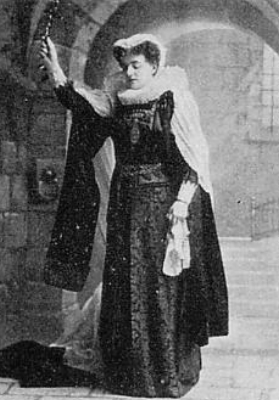
Helena dans le rôle de Mary, Reine d'Ecosse, dans Maria Stuart, en 1886.

Les principaux rôles tragiques d'Helena sont :
- de William Shakespeare
  - Ophelia dans Hamlet
  - Juliette dans Roméo et Juliette
  - Desdémone dans Othello
  - La reine Anne dans Richard III
- Nora dans Une maison de poupée d'Henrik Ibsen
- Luisa Miller de Salvadore Cammarano
- Maria Stuart et la Princesse Eboli de Friedrich Schiller
- Marion Delorme et Tisbé dans Angelo, tyran de Padoue de Victor Hugo
- Maria Stuart et Mazeppa de Juliusz Słowacki

Helena est également l'interprète polonaise des pièces les plus importantes d'Ernest Legouvé, Alexandre Dumas père et Alexandre Dumas fils, Émile Augier, Alfred de Musset, Octave Feuillet et Victorien Sardou.

## Dans la littérature
Le roman primé de Susan Sontag en 1999, In America, bien que fictif, est basé sur la vie d'Helena. Le livre provoque une controverse lorsque Sontag est accusée d'avoir plagié d'autres ouvrages sur Helena.
Helena est un personnage de la nouvelle My Mortal Enemy de Willa Cather.
Les universitaires Joanna et Catharina Polatynska postulent qu'Helena a pu être le modèle d'Arthur Conan Doyle pour le personnage d'Irene Adler, la seule femme que Sherlock Holmes a failli aimer. Dans Un scandale en Bohême, Doyle mentionne qu'Adler a été la prima donna de l'Opéra impérial fictif de Varsovie dans les mêmes années où Helena est au sommet de sa carrière théâtrale à Varsovie, et la personnalité du personnage fictif rappelle celle de l'actrice.

## Anniversaire de sa mort

### Exposition
En 2009, en l'honneur du 100e anniversaire de sa mort, le Musée historique de la ville de Cracovie présente l'exposition « Helena Modjeska (1840-1909) : Pour l'amour de l'art (8 avril - 20 septembre 2009 ». Cette exposition est présentée à Varsovie d'octobre 2009 à janvier 2010. L'exposition comprend des objets du Bowers Museum de Santa Ana, en Californie.

### Google Doodle
Pour commémorer le 181e anniversaire de sa naissance le 12 octobre 2021, un Google Doodle rend hommage à Helena.